# Zona Handball
Zona Handball es un programa y "Micro" periodístico de información de handball, se emite ininterrumpidamente desde 2011.
En el año 2011 se emitió en LU3 Radio Ondas del Sur de la ciudad de Bahía Blanca, provincia de Buenos Aires, Argentina y en el 2012 cambio de medio migrando a Radio Latina FM 89.1 y desde octubre de 2012 se emite en formato de Micro por LU3 AM 1080, Bahía Blanca
Zona Handball es un programa radial dedicado exclusivamente al handball (balonmano) y es considerado el primer programa radial de esta disciplina de la ciudad de Bahía Blanca, provincia de Buenos Aires, Argentina.
El stilo del programa es información general sobre handball con notas en vivo.
En el año 2013 no se realizaron notas en vivo.

## Invitados 2011
Algunos invitados del 2011 fueron;
- Fernando Marquez - Jugador de Centro Andaluz de Bahía Blanca.
- Federico Adaro - Jugador y Director Técnico del Centro Andaluz.
- Mauro de Lollis - Exjugador y actual dirigente del club Estudiantes de Bahía Blanca.
- Federico Pochelu - Árbitro de la Asociación Bahiense de Handball.
- Julieta Prieto - Jugadora del Centro Andaluz de Bahía Blanca.
- Veronica Rosetti - Jugadora del club Deportivo San Francisco de Bahía Blanca.
- Virginia Gómez - Jugadora del club Deportivo San Francisco de Bahía Blanca.
- Mariela Vincenty - Jugadora del club Deportivo San Francisco de Bahía Blanca.
- Angie Vincenty - Jugadora del club Deportivo San Francisco de Bahía Blanca.
- Fabian Zaidenberg - Exjugador del club Villa Mitre de Bahía Blanca.
- Alonso - expresidente de la Asociación Bahiense de Handball.

## Invitados 2012
- Guillermo Pastene - Presidente de la Asociaicon Bahiense de Handball.
- Jose Sumay - Director Técnico de Centro Andaluz. (Rama Masculina).
- Raul Rundauf - Director Técnico del Colegio Don Bosco de Bahía Blanca.
- Tomas Nestor Blanco - Presidente de la SUB. Cimision de Handball del club Deportivo San Francisco de Bahía Blanca.
- Maximiliano Lorelli - Jugador del club Estudinates de Bahía Blanca.